# Культурний релятивізм
Культу́рний релятиві́зм — ствердження рівноправності всіх типів культур, відмова від виділених систем культурних цінностей.
Прихильники культурного релятивізму проголошують ідею неможливості порівняння культурних типів різних народів, вимірювання їх єдиним масштабом, оскільки кожна культура — це унікальна система цінностей, непорівнянних між собою. Кожна культура повинна розглядатися як закрита система специфічних форм існування.
Як напрямок в етнології, школа культурного релятивізму виникла на межі 40-50-х років XX століття як негативна реакція на європейський етноцентризм, який вбачав у неєвропейських народах насамперед риси варварства і дикості. Основні ідеї культурного релятивізму були сформульовані  Францом Боасом, який перший висловив думку про самоцінність окремих культур. Їх розвинули і підтримали Алфред Кребер, Рут Бенедикт, Мелвілл Герсковіц, розробивши в підсумку ідею культурного релятивізму.

## Основні положення
- Всі культури мають рівні права на існування незалежно від рівня їхнього розвитку.
- Цінності кожної культури відносні і виявляють себе тільки в рамках і межах цієї культури.
- Європейська культура є лише одним зі шляхів культурного розвитку. Інші культури унікальні й самобутні через власні шляхи розвитку.
- Для кожної культури характерні різні етнокультурні стереотипи поведінки, які становлять основу системи цінностей культури.